# Wervershoof

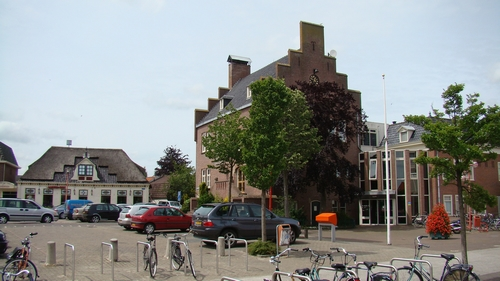
Rådhuset.

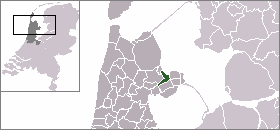
Wervershoofs läge

Wervershoof är en historisk kommun i provinsen Noord-Holland i Nederländerna. Kommunens totala area är 31,08 km² (där 7,62 km² är vatten) och invånarantalet är på 8 485 invånare (2004).